# نظم كهروميكانيكية صغرى

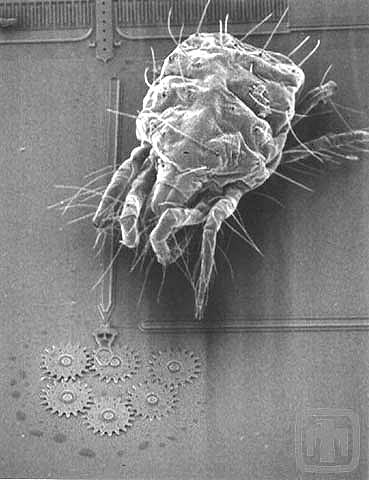

النظم الكهروميكانيكية الصغرى (بالإنجليزية: Microelectromechanical systems)‏ أو الميمس (بالإنجليزية: MEMS)‏ كما يطلق عليها.
تختلف تسمية الميمس من منطقة لأخرى يشار إليها مثلا إلى المكائن المايكروية (بالإنجليزية: micromachines)‏ (في اليابان)، أو تقنية الأنظمة المايكروية (بالإنجليزية: Micro Systems Technology - MST)‏ (في أوروبا). تتكون الميمس من مكونات بين 1 و 100 ميكرومتر في الحجم (أي 0.001 و 0.1 ملم) وأجهزة الميمس عموما تتراوح في حجمها من 20 ميكرومتر (20 جزءا من المليون من المتر) وتصل إلى ملم.
ان أكثر التسميات رواجا هي MEMS (Micro – Electro – Mechanical – System) الأنظمة الميكروية الالكتروميكانيكية، وتشمل كل العناصر الميكانيكية والحساسات والمحركات الإلكترونية المتوضعة على ركيزة(قاعدة)(substrate) من السيليكون أو غيرها من المواد، من خلال تقنية تصنيع منهجية. ويتم تصنيع هذه الإلكترونيات باستخدام الدارات المتكاملة (Integrated Circuit IC)، إضافة إلى عمليات مختلفة (عملية الـ CMOS، Bipolar، BiCMOS ... الخ). ويتم توضع هذه الطبقات على طبقة أساسية تسمى الركيزة (substrate)، ثم يتم بناء طبقات متعددة على الطبقة الأساسية بواسطة أجهزة ميكانيكية وكهروميكانيكية.

و تَعِد تقنية MEMS بإحداث ثورة في كل مجالات الإنتاج المختلفة باستخدام تقنية التصنيع الصغرية، فاتحة الأبواب أمام إمكانية تصنيع (الأنظمة الكاملة المتوضعة على شريحة إلكترونية صغيرة)، وتفتح هذه التقنية المجال لتطوير المنتجات الذكية مثل الحساسات والمحركات الميكروية إضافة إلى توسيع الفضاء أمام التصميم والتطبيقات.

وتعتبر الدارات الميكروية المتكاملة بمثابة العقل في الأنظمة الميكروية، وباستخدام الحساسات (العيون) يمكن التحكم بالمحركات (الأطراف) في كل أنحاء النظام. حيث تجمع الحساسات المعلومات من خلال قياس الظواهر الميكانيكية، والحرارية، والحيوية، والكيميائية والبصرية وغيرها، ثم ترسلها إلى الـ IC التي تقوم بمعالجة هذه المعطيات بالاعتماد على قوانين موضوعة مسبقاَ، ثم تقوم بالتحكم بالمحركات بالشكل المناسب والتفاعل مع هذه المعطيات.
تطبيقات تقنية MEMS :

تتمتع تقنية MEMS وتقنية NEMS بتطبيقات واسعة في كل المجالات، ومن هذه التطبيقات ما يلي:
التكنولوجيا الحيوية: حيث أمكنت الـ MEMS تحقيق اكتشافات عديدة في العلوم والهندسة، مروراً بالسلاسل البوليميرية والحمض النووي DNA وإلى ميكروسكوبات الفحص (STMS ) والرقاقات الحيوية المستخدمة في تحري الأجسام الحيوية والكيميائية السامة.

مجال الاتصالات:
استخدمت الـ MEMS بشكل واسع في الدارات المستخدمة في العناصر العاملة بالتردد الراديوي RF – MEMS. حيث يمكن وضع عدد هائل من المكثفات والعناصر المتكاملة على رقاقة قد لا تستوعب سوى عنصر واحد في حالة المقاييس الماكروية.
و في هذه الحالة سيتحسن أداء الدارة وتقل مساحتها علاوة على انخفاض التكاليف.

مقاييس التسارع:
قامت تقنية MEMS باستبدال مقاييس التسارع التقليدية المستخدمة في الوسادات الهوائية في السيارات، بأنظمة أكثر حداثة وأقل تكلفة، حيث كانت تتألف الأنظمة القديمة من مسرعات ضخمة ومتعددة ومنفصلة، متوضعة بالقرب من الوسادة الهوائية، وتصل تكلفتها إلى 50$ للسيارة الواحدة، وباستخدام تقنية MEMS تم استبدالها بأنظمة متكاملة وصغيرة ولا تتعدى كلفتها 5 – 10 $.
الغرفة النظيفة Clean room :

إن كل عمليات التصنيع في تقنيات الـ MEMS يجب أن تتم في مكان خاص مجهز بالتجهيزات اللازمة للتصنيع إضافة إلى وجود البيئة النظيفة، لذلك فباعتبار أن المنتجات تكون بأبعاد الميكرمتر، فإن أي ذرة غبار مهما صغرت ستؤدي إلى تخريب هذه المنتجات، لذلك لا بد من التخلص من الغبار الموجود في هذه البيئة، وهذا ما يتم في الـ Clean room، تقوم هذه الغرفة بالتحكم بمعدل التلوث فيها، والذي يحدد بعدد الجزيئات الغبارية الموجودة في متر مكعب من الهواء، كمثال، تحتوي البيئة الخارجية المحيطة بالغرفة النظيفة على 35.000.000 جزئية في المتر المكعب، وبقطر أكبر من 0.5 µm، وهذا ينتمي إلى التصنيف ISO 9.

حيث يتم تنقية الهواء الخارجي الداخل إلى الغرفة بشكل كبير إضافة إلى إعادة تدوير الهواء الموجودة داخل الغرفة بواسطة تقنية (HEPA) (high efficiency particulate air)، أو تقنية (Ultra Low particulate Air ULPA).

يدخل الفريق ويخرج من الغرفة بعد مروره في حمام هوائي، ويرتدي ألبسة خاصة بالعمل تتكون من قبعة، وأحذية، أقنعة، قفازات.

تم تصميم الأجهزة المستخدمة والأثاث في هذه الغرفة بحيث تولد أقل قدر ممكن من التلوث إضافة لكونها سهلة التنظيف، ويتم التحكم بالجزيئات الملوثة من خلال عداد للجزيئات.

وغالباً ما يكون الضغط في الغرفة أعلى من الضغط الجوي بقليل، ففي حالة حدوث تسرب ما، يتسرب الهواء من الداخل إلى الخارج وليس العكس.

يتم التحكم عادة بالرطوبة أيضاً، بحيث يبقى في أقل المستويات، علاوة على تطبيق إجراءات وقائية إضافية للتخلص من الكهرباء الساكنة، نظراً لتأثيرها على الأجهزة والمنتجات. وتختلف نوعية الألبسة الواقية باختلاف درجة الغرفة وحسب دقة المنتجات المعدة في هذه الغرفة.

## المواد المستخدمة في التصنيع

### سيليكون
كما هو معروف ان السيليكون هو العنصر الأساس في تصنيع الدوائر المتكامله. ونظرا لأن معظم التقنيات التي تستخدم في تصنيع الدوائر المتكامله، جعلت السيليكون هو العنصر الأغلب في تصنيع هذه النظم الميكانيكية الكهربائية الصغرى بواسطة السيليكون، حيث استخدمت نفس الآلات ونفس التقنيات المعروفة في تصنيع الدوائر المتكامله.

## اقرأ أيضا
- تصنيع أجهزة أشباه الموصلات